# Presidente de la Corte Suprema del Perú

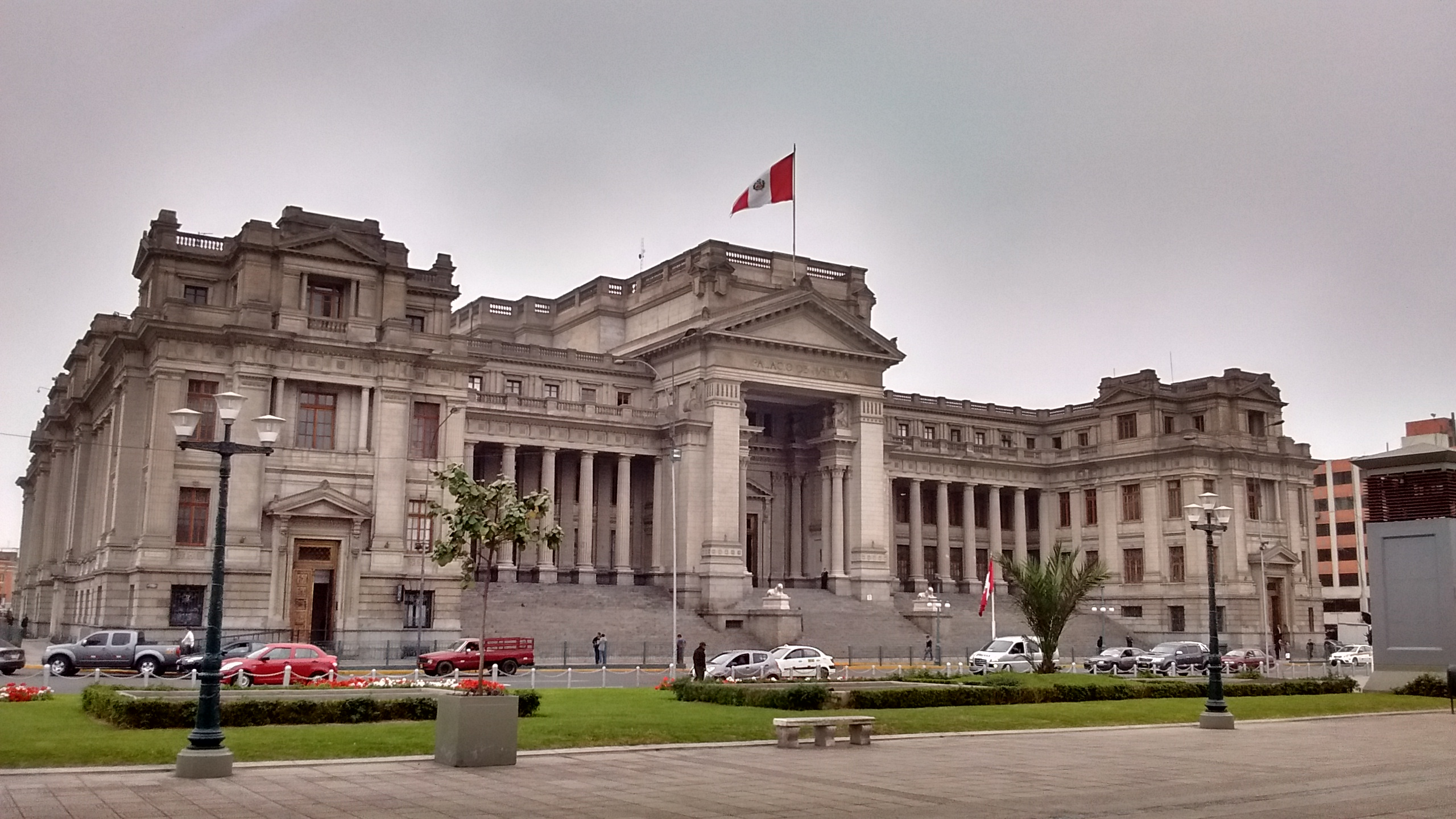
Sede del Palacio de Justicia de Lima.

El Presidente de la Corte Suprema de Justicia del Perú es el presidente de la sala plena de la Corte Suprema de Justicia del Perú, y el presidente y jefe supremo del Poder Judicial del Perú. Por lo anterior, es uno de los funcionarios de mayor jerarquía dentro del Estado peruano.
Sus funciones, obligaciones y prerrogativas están establecidas en la Constitución Política del Perú. La actual presidenta del Poder Judicial es Janet Tello Gilardi.

## Elección
El Presidente de la Corte Suprema de Justicia del Perú es elegido el primer jueves del mes de diciembre, cada dos años y en votación secreta por los Vocales Supremos Titulares reunidos en sesión de la Sala Plena. El nuevo presidente asume el cargo el primer día laborable del mes de enero del año siguiente al de la elección.

Artículo Nro 144
El Presidente de la Corte Suprema lo es también del Poder Judicial. La Sala Plena de la Corte Suprema es el órgano máximo de deliberación del Poder Judicial.
Constitución Política del Perú

## Presidentes de la Corte Suprema
- El primer presidente de la Corte Suprema fue Manuel Lorenzo de Vidaurre, ilustre jurista limeño.[2]
- Quien más veces ha desempeñado el cargo ha sido Juan Antonio Ribeyro; lo hizo en seis periodos desde mediados del siglo XIX, alcanzando en total once años de presidencia.[3]
- Siendo presidente de la Corte Suprema, el doctor Ricardo Elías Arias asumió interinamente el Poder Ejecutivo de 1 a 6 de marzo de 1931. Otros expresidentes de la Corte Suprema que se encargaron del Poder Ejecutivo, aunque no de manera simultánea, han sido: Justo Figuerola (1843 y 1844) y Antonio Arenas (1885-1886); este último llegó también a ser presidente del Congreso Constituyente de 1884, siendo el único, hasta ahora, que ha ejercido la titularidad de los tres poderes del Estado.
- Quienes han muerto en el ejercicio de su función han sido: Nicolás de Araníbar (1851), Juan Antonio Ribeyro (1886)…
- La primera mujer que ha sido elegida para ocupar este alto cargo es Elvia Barrios, que asumió su función en enero de 2021.[4]